# Nadieżda Lewczenko
Nadieżda Aleksiejewna Lewczenko z domu Milinczuk (ros. Надежда Алексеевна Левченко (Милинчук), ur. 7 listopada 1931 we wsi Oriechowo w rejonie dalnierieczenskim Kraju Nadmorskiego) – rosyjska kajakarka, mistrzyni świata i trzykrotna mistrzyni Europy świata. W imprezach międzynarodowych startowała jako reprezentantka Związku Radzieckiego.

## Kariera sportowa
Zdobyła złoty medal w wyścigu kajaków czwórek (K-4) na dystansie 500 metrów na mistrzostwach Europy w 1961 w Poznaniu (w osadzie radzieckiej płynęły również: Ludmiła Chwiedosiuk, Antonina Sieriedina i Nina Gruzincewa). Na mistrzostwach Europy w 1965 w Snagov ponownie zwyciężyła w tej konkurencji (wraz z Chwiedosiuk, Sieriediną i Mariją Szubiną) oraz razem z Chwiedosiuk zdobyła srebrny medal w wyścigu dwójek (K-2) na 500 metrów (przegrały tylko z parą Sieriedina i Szubina).
Zwyciężyła w konkurencji K-4 na 500 metrów na mistrzostwach świata w 1966 w Berlinie i na mistrzostwach Europy w 1967 w Duisburgu, w obu przypadkach w osadzie z Pinajewą (dawniej Chwiedosiuk), Sieriediną i Szubiną.
Była mistrzynią ZSRR w dwójkach na 500 metrów w 1965 i 1966, w czwórkach na 500 metrów w 1960, 1961, 1963, 1965 i 1966 oraz w sztafecie K-1 4 × 500 metrów w 1959, 1962, 1963 i 1966.
Po zakończeniu wyczynowego uprawiania sportu była trenerką w Władywostoku.
W 1966 otrzymała tytuł Zasłużonego Mistrza Sportu ZSRR. Została odznaczona Orderem Czerwonego Sztandaru Pracy, medalem jubileuszowym „Za Dzielną Pracę. Dla Upamiętnienia 100-lecia Narodzin Włodzimierza Iljicza Lenina” i medalem „Za pracowniczą wybitność”.